# Wapen van Stevensweert

Uitvoering 1992

Het wapen van Stevensweert bestaat uit het gedeelde schild van de voormalige gemeente Stevensweert. De beschrijving luidt: "Doorsneden : I in keel, bezaaid met zilveren blokjes, een uitkomende dubbelstaartige leeuw van zilver, gekroond van goud, II in azuur vier korenaren van goud, twee aan twee geplaatst in den vorm van twee omgewende kepers."

## Geschiedenis
De leeuw in het wapen is het stamwapen van het geslacht Van Pietersheim, de oudst bekende heren van Stevensweert. De korenaren duiden volgens Sierksma op de voornaamste bestaansbron van de gemeente, graanbouw, dit is waarschijnlijk niet juist. De herkomst van de korenaren is onbekend. Het wapen komt voor op het oudst bekende schepenzegel van Stevensweert, met als verschil dat op het zegel de korenaren in waaiervorm geplaatst staan.
Op 26 november 1897 werd het wapen verleend aan de toenmalige gemeente. In 1991 werd Stevensweert toegevoegd aan de gemeente Maasbracht, de leeuw werd toegevoegd aan het wapen van Maasbracht.